# Shell Cup 2000/01
Der Shell Cup 2000/01 war die 30. Austragung der nationalen List-A-Cricket-Meisterschaft in Neuseeland. Der Wettbewerb wurde zwischen dem 1. Dezember 2000 und 28. Januar 2001 zwischen den sechs neuseeländischen First-Class-Mannschaften ausgetragen. In der Finalserie konnten sich die Central Districts Stags gegen die Canterbury Wizards mit 2–1 Siegen durchsetzen.

## Format
Die sechs Mannschaften spielen in einer Gruppe jeweils zwei Mal gegen die anderen Mannschaften. Für einen Sieg gibt es zwei Punkte, für ein Unentschieden oder No Result einen und für eine Niederlage keinen Punkt. Des Weiteren ist es möglich, dass Mannschaften Punkte abgezogen bekommen, wenn sie beispielsweise zu langsam spielen. Der Zweit- und Drittplatzierte der Vorrunde spielen ein Halbfinale, dessen Sieger gegen den Ersten der Vorrunde in einer Finalserie nach dem Modus Best-of-three den Sieger des Turniers ermitteln.

## Resultate

### Gruppenphase
Tabelle
| Teams              | Sp. | S | N | U | R | A | Ded | Punkte | NRR    |
| ------------------ | --- | - | - | - | - | - | --- | ------ | ------ |
| Canterbury         | 10  | 5 | 3 | 0 | 0 | 2 | 0   | 12     | +0.239 |
| Central Districts  | 10  | 4 | 2 | 0 | 0 | 4 | 0   | 12     | +0.899 |
| Northern Districts | 10  | 5 | 4 | 0 | 0 | 1 | 0   | 11     | −0.437 |
| Auckland           | 10  | 4 | 4 | 0 | 0 | 2 | 0   | 10     | −0.022 |
| Wellington         | 10  | 4 | 6 | 0 | 0 | 0 | 0   | 8      | +0.132 |
| Otago              | 10  | 3 | 6 | 0 | 0 | 1 | 0   | 7      | −0.495 |

## Playoffs

### Halbfinale
| 21. Januar Scorecard | Napier | Northern Districts 227-6 (50)           | – | Central Districts 229-7 (47.2) |
|                      |        | Central Districts gewinnt mit 3 Wickets |   |                                |

### Finale
| 24. Januar Scorecard | Napier | Canterbury 174-8 (50)          | – | Central Districts 161 (48.4) |
|                      |        | Canterbury gewinnt mit 13 Runs |   |                              |

| 27. Januar Scorecard | Christchurch | Central Districts 173 (48.2)          | – | Canterbury 128 (43.1) |
|                      |              | Central Districts gewinnt mit 45 Runs |   |                       |

| 28. Januar Scorecard | Christchurch | Canterbury 176-8 (50)                   | – | Central Districts 178-2 (38) |
|                      |              | Central Districts gewinnt mit 8 Wickets |   |                              |